# Eccica-Suarella
 Eccica-Suarella  là một xã của tỉnh Corse-du-Sud, thuộc vùng Corse, trên đảo Corse ở Pháp.